# Anke Behmer
Anke Behmer (născută Vater;n. 5 iunie 1961, Stavenhagen, Republica Democrată Germană, Germania) este o atletă ce a reprezentat Republica Democrată Germană, medaliată olimpică. A participat la o ediție a Jocurilor Olimpice (1988) în care a câștigat medalia de bronz în proba de heptatlon. În 1986 a devenit campionă europeană.

## Palmares
| An   | Competiție                        | Locație                 | Loc | Eveniment | Note |
| ---- | --------------------------------- | ----------------------- | --- | --------- | ---- |
| 1979 | Campionatul European de Juniori   | Bydgoszcz, Polonia      | 3   | pentatlon | 4322 |
| 1982 | Campionatul European              | Atena, Grecia           | 4   | heptatlon | 6389 |
| 1983 | Campionatul Mondial               | Helsinki, Finlanda      | 3   | heptatlon | 6532 |
| 1986 | Campionatul European              | Stuttgart, Germania     | 1   | heptatlon | 6717 |
| 1987 | Cupa Europeană de Probe Combinate | Arles, Franța           | –   | heptatlon | NT   |
| 1987 | Campionatul Mondial               | Roma, Italia            | 4   | heptatlon | 6460 |
| 1988 | Jocurile Olimpice                 | Seul, Coreea de Sud     | 3   | heptatlon | 6858 |
| 1991 | Cupa Europeană de Probe Combinate | Helmond , Țările de Jos | 3   | heptatlon | 6274 |

## Legături externe
- Materiale media legate de Anke Behmer la Wikimedia Commons
- en Anke Behmer la World Athletics
- en Anke Behmer la Olympedia.org